# Горни Радковци
Горни Радковци е село в Северна България. То се намира в община Трявна, област Габрово.

## География
Село Горни Радковци се намира в планински район.